# Thunbergia serpens
Thunbergia serpens är en akantusväxtart som beskrevs av Vollesen. Thunbergia serpens ingår i släktet thunbergior, och familjen akantusväxter. Inga underarter finns listade i Catalogue of Life.